# 91 Aegina
91 Aegina (in italiano 91 Egina) è un grande asteroide della fascia principale. Ha una superficie molto scura e probabilmente una composizione carboniosa primitiva.
Aegina fu il secondo e ultimo asteroide (il primo 89 Julia) scoperto dall'astronomo francese Édouard Jean-Marie Stephan, individuato il 4 novembre 1866 dall'osservatorio astronomico di Marsiglia, in Francia (lo Stephan ne diverrà direttore l'anno seguente).

## Nome
Fu battezzato così in onore di Egina, una figura della mitologia greca legata all'omonima isola nel Mar Egeo.